# ジャヤンタ
ジャヤンタ（サンスクリット: जयन्त、勝利の意）はインド神話に登場する神である。神々の王インドラと、その妻でありインドラーニーとも呼ばれるシャチーの息子とされている。インドラによって統べられる天国 (Svarga) に住み、ジャヤンティ (Jayanti) は彼の女兄弟にあたる。ジャヤンタは様々なヒンドゥーの聖典に登場し、神々や父であるインドラの側について戦争に加わる。また叙事詩『ラーマーヤナ』、その他の物語にてカラスに扮した姿で登場する。

## カラスとしてのジャヤンタ

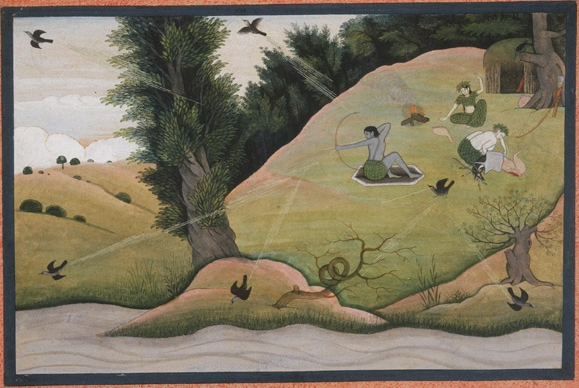
ブラフマーストラ（ラーマのマントラにより草が形を変えた矢状の武器）を浴びせかけるラーマと、それから逃れようと飛び回るカラスに扮したジャヤンタ。

『ラーマーヤナ』の第5巻「スンダラ・カーンダ」にてハヌマーンがシーターに出会う場面で彼女はチトラクータ（Chitrakuta）の森で起きた出来事について語る。アヨーディヤーの王子でありヴィシュヌ神の化身であるラーマ、そして彼の妻のシーター（ヴィシュヌの妻、ラクシュミーの化身）、そしてラーマの兄弟ラクシュマナの3人は森を放逐される。疲れ果てたラーマはシータの膝の上で微睡んでいた。そこへカラスが飛んできてシーターの足を2度突っついた。シーターの身じろぎに目を覚ましたラーマは、爪から血を滴らせているカラスがインドラの息子であると看破する。激怒したラーマは、シーターに使嗾され聖なる武器ブラフマーストラ（Brahmastra、草が形を変えた矢状の武器）を、恐れおののき飛び立ったカラスめがけて解き放った。どこまでも追ってくるブラフマーストラから逃れようとカラスは世界を飛びまわる。インドラのもとを、神々を、そして聖仙たちを次々に巡り、挙句にラーマのもとへと逃げこみ降伏した。インドラの息子は赦しを請うが、ラーマは一度解き放ったブラフマーストラを収めることはできないと告げる。ならばとインドラの息子はせめて右目にのみ衝突するようにしてほしいと懇願し、以来彼は片目を失った。この挿話の中にはジャヤンタという名前は一度も出てこないが、ゴーヴィンダラージ（Govindaraja）によるティラーカ（Tilaka）やブシャーナ（Bhushana）のような注釈書では「インドラの息子」をジャヤンタと特定している。注釈書によっては必ずしも『ラーマーヤナ』における「インドラの息子」をジャヤンタとしては扱っていないが、ゴーヴィンダラージはジャヤンタのみがインドラの息子として認知されているとしている。
『ラーマーヤナ』の挿話以外にも、場合によって乳海攪拌のエピソードの中にカラスの姿のジャヤンタが語られることがある。乳海から溢れ出る不老不死の霊薬アムリタを巡って神々とアスラとの間で争いが起きたとき、一度はアスラがアムリタの壺を奪うが、カラスに扮したジャヤンタは彼らから壺を奪い返す。ジャヤンタは12日間にわたり休みなく飛び回り、その間に地上の4カ所に立ち寄ったとされる。すなわち、プラヤーグ、ハリドワール、ウジャイン、ナシクである。この出来事を祝し、これらの地では12年に1度クンブ・メーラが開催されている。

## 神々の一員としてのジャヤンタ
『ラーマーヤナ』の最終巻である「ウッタラ・カーンダ」ではインドラとラークシャサの王ラーヴァナとの戦いが描かれている。インドラとラーヴァナとの戦争の中でジャヤンタはラーヴァナの息子メーガナーダと戦いを繰り広げた。激しい戦いの結果、ついにラーヴァナの息子はジャヤンタに決定的な一撃を食らわせ、ジャヤンタは気を失った。混乱の中、ジャヤンタの母方の祖父にあたるプローマンは彼を戦場から運び去ると、人知れず海の中へと彼を隠した。インドラはジャヤンタの姿が見えず、彼が死んだものだ思い込んでしまう。そして猛り狂ったインドラは奮戦するが、息子ジャヤンタ同様、ついにはメーガナーダによって打ち負かされてしまう。インドラはランカー島に連行されて虜囚の身になり、ブラフマーはインドラの解放の条件としてメーガナーダに「インドラジット」を名乗ることを認めた。しかしメーガナーダは自分を不死の身にすることも求めてきたため、ブラフマーは不承不承ながらこれを認めた。
『パドマ・プラーナ』ではジャヤンタは神々とアスラとの戦いに身を投じている。『ハリヴァンシャ』ではインドラとクリシュナとの間に持ち上がった、インドラの住まう天界に生える聖なる木パーリジャータ (Pârijâta) をめぐる争いの描写があり、その中でジャヤンタはクリシュナの息子プラデュムナ（Pradyumna）と戦い、そして敗れている。『スカンダ・プラーナ』では、ジャヤンタはアスラ族のスラパドマ（Surapadman）に敗れている。そのスラパドマは後に神軍最高指揮官のスカンダに殺される。

## その他の伝承
『ヴァーユ・プラーナ』ではジャヤンタが呪いにより竹に変えられてしまう話が語られている。この物語はデーヴァダーシーにまつわる話として様々に形を変えて伝えられている。あるとき聖仙アガスティヤがインドラの宮殿を訪れる。インドラは聖仙を歓待し、アプサラスのウルヴァシーによる舞踊を手配した。しかしその踊りの最中、ウルヴァシーはジャヤンタと恋に落ち、たがいに見つめあってしまう。注意を逸らしたウルヴァシーは拍子を外して踊りを台無しにしてしまった。その様子に激怒したアガスティヤは二人に呪いをかけ、ウルヴァシーをデーヴァダーシーの身分へと貶め地上へ送り、ジャヤンタをヴィンディヤ山の竹へと変えてしまった。ふたりは深く頭を下げて慈悲を請う。するとアガスティヤは、ウルヴァシーがデーヴァダーシーとしての訓練を経てタライコル（talaikole、竹の棍棒）、すなわちジャヤンタとともに初舞台（Arangetram）を踏めば呪いは解けるだろうと語った。後に聖仙の予言通りに呪いから解放された二人は天界へと戻った。